# 香港華人軍團
香港華人軍團（英語：Hong Kong Chinese Regiment，縮寫：HKCR）是香港政府於1941年11月成立的香港本地軍事單位，用以支援駐港英軍執行作戰任務，但軍團在組建時已是香港保衛戰爆發的前夕，成立只有一個月便要投入實戰。

## 組建

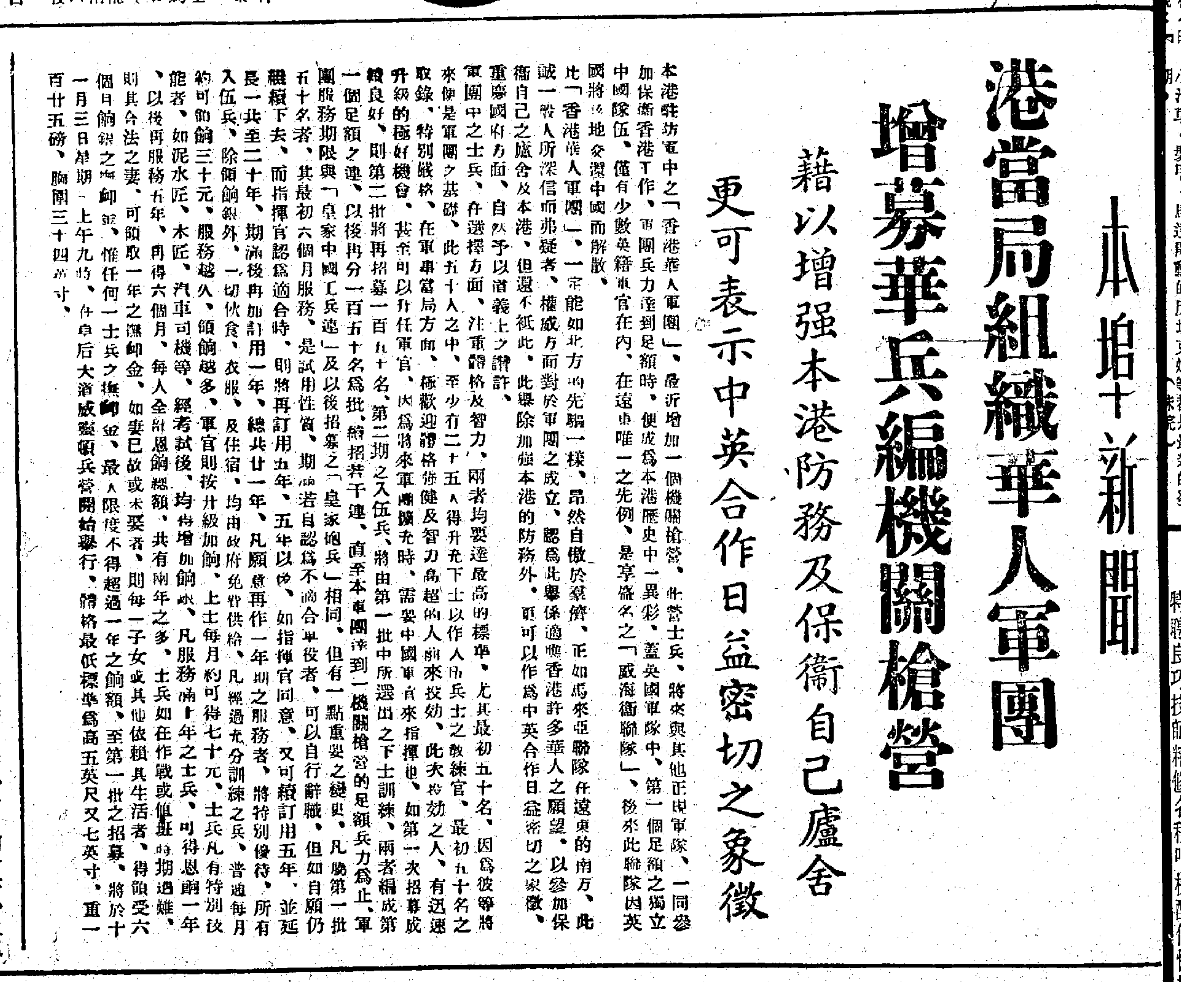
1941年10月28日《工商日報》報導香港政府準備招募香港華人軍團的士兵組成機關槍營，將會與其他正規軍部隊一同保衛香港，即將開始的第一期招兵50人，受訓完畢及達到成效將招募第二期150人，第一期受訓完成及取得下士軍階的士兵，將會協助訓練第二期的新兵，之後每期招募150人，逐漸編成若干連隊，直至組成一個營級部隊的規模

在香港招募華人居民組建一支本地正規軍的概念於1930年代已被提出，並已討論多時。1938年中國廣州淪陷，日軍開始與保護香港邊境的駐港英軍對峙。隨著二戰在1939年9月爆發，大日本帝國又於1940年9月與納粹德國及意大利王國結成軸心國，日軍入侵香港的可能性自1940年起與日俱增，因此香港政府正式籌建華人軍團，希望招攬一批有潛質成為士官的香港本地華人作為核心，並交由駐港英軍的資深軍官進行培訓，繼而逐步擴展規模，以達至組建第一個約有800人的機槍營為初期目標，然後再視乎情況繼續擴充。
華人軍團建立的初衷是補充駐港英軍正規軍的人手不足，首批士兵完成受訓後，最初的原計劃是會被分派到陸地防線的機槍堡及機槍陣地，負責操作機槍阻擊敵軍侵入防線。香港政府在組建華人軍團時曾經向駐港英軍軍官徵詢意見，駐港英軍司令莫德庇認為香港一旦爆發戰事，屬於正規步兵部隊的華人軍團將會被派到前線作戰，甚至可能要和敵軍埋身肉搏，而且第一批獲取錄的士兵很大機會將來會擔任軍官，所以莫德庇要求華人軍團的取錄標準要高於駐港英軍中的華人工兵及炮兵。應徵的基本體格要求為身高5呎7吋（約170厘米），體重125磅，胸圍34吋，所設定的下限以當時華人的體格而言算是頗高的要求，而且要通過智力及學歷的考核。在招募第一批新兵時，他們大部分都通過了史克萊芬醫生（Dr. Scriven）的醫學檢查。這批獲取錄的士兵當中有部分是來自華人精英和中產家庭的子侄。
華人軍團在1941年11月4日正式成立，共有新兵46名，由駐港英軍派出5位來自米杜息士兵團（Middlesex Regiment）第1營的軍官負責訓練及擔任指揮官，整個單位共51人，在編制上被稱為一個連，不過實際上只有半個連的規模，雖然有後續招聘及擴編的計劃，但未及實施，戰爭已經爆發。華人軍團不同於早已成立的香港義勇防衛軍（Hong Kong Volunteer Defence Corps），雖然兩者都是香港政府組建的本地軍團，而防衛軍也有招募香港華人居民，但防衛軍是兼職性質的後備軍，在執行任務前須要事先召集，而華人軍團是由全職軍人組成的正規軍，可隨時執勤。華人軍團也不同於駐港英軍在香港招募的華人士兵，當時有不少華人在駐港英軍的炮兵團中擔任炮手，而這些華人是受聘於軍部而不是香港政府，這與香港華人軍團及香港義勇防衛軍皆受聘於香港政府有別，縱使後兩者實際上都接受駐港英軍司令的統一指揮。華人軍團的個人裝備與一般英軍士兵無異，軍服與英軍同款，使用相同的頭盔，同樣裝備恩菲爾德步槍。

## 投入實戰
軍團在1941年11月4日成立時的指揮官為委派自駐港英軍米杜息士兵團第1營的邁亞（H.W. Mayer）少校，軍團駐紮於深水埗軍營，並且一邊駐防、一邊受訓，整體訓練按進度順利進行，但軍團成立僅有一個月，日本便於12月8日入侵香港，未及完成訓練便要投入實戰。由於軍團的士兵全為受訓剛滿一個月的新兵，所以在戰爭期間，主要擔任守備倉庫及後方防衛。在戰爭爆發後，華人軍團被調派到九龍塘，負責保衛「大陸旅」旅長華里士准將設於窩打老道和歌和老街交界處的大陸旅指揮部，而在12月12日退守香港島後，部分軍團成員被派到深水灣看守軍用倉庫，也有部份士兵被派到香港島的山脊防守，包括被視為後方的黃泥涌峽。不過，日軍在12月18日晚登陸香港島後，由於英軍布防漏洞等因素，日軍第230聯隊及另外兩支聯隊於12月19日突然闖入黃泥涌峽，原本被認為是後方的山峽卻在日軍登陸翌日早上爆發激戰，華人軍團因此須要倉促迎戰，在李樹芬醫生的府邸迎擊日軍，但在20日被日軍以優勢兵力及火力擊退，之後在赤柱峽又遭到日軍以機槍及手榴彈伏擊，華人軍團有多人傷亡，殘部則撤到深水灣。到香港投降之時，這個僅有51人的步兵連有多達30人死傷。然而有意見認為以百分比來說，比起其他香港主要部隊的士兵，香港華人軍團中選擇逃走或回避再次投入戰鬥的比例是較高的。不過在戰爭期間，在香港島負責指揮英軍「東旅」的旅長華里士認為，雖然華人軍團的士兵只受過小量訓練便要投入實戰，但該連隊卻努力及有效地充實旅部的防務，而英國駐港情報主管麥道高亦認同華人軍團表現甚佳。

## 後續活動
香港在12月25日投降時，英國軍官下令華裔士兵換上便服及混入平民之中，避免一同成為日軍俘虜，但仍有部分成員在香港投降時被捕並淪為戰俘，連同香港守軍其他單位的華裔戰俘共有約100人，主要被羈押在深水埗戰俘營及北角戰俘營。不過占領地政府在強硬打壓反抗力量之時，又採取懷柔政策，意圖軟化民間反日勢情緒及企圖造成民間分化，藉此推廣大日本帝國提倡之「大東亞共榮圈」。在香港保衛戰中被捕的華裔戰俘，佔領地政府將他們定義為被英國人蒙蔽的「香港本地華人」，未有如歐洲裔戰俘般被拘留到1945年8月日本投降，當中有部分在協助清理屍體等工作後獲釋，餘下大部分華裔戰俘，亦於1942年8月至9月間，在承認悔過及簽署不再與日本的敵人合作的承諾書後，獲得提前釋放，佔領地政府刻意作此差別安排，目的是要將日本對香港的侵略美化為將香港從英國統治中解放。
在香港淪陷後，有部分曾在英軍服役的華人參與從事敵後任務的英軍服務團（British Army Aid Group），為英國構建情報網絡，協助英軍收集日軍情報，並秘密救助被拘禁於戰俘營的英軍戰俘，日軍因此從1943年起搜捕曾於香港守軍服役的華裔士兵。雖然華人軍團無法挽救香港被日軍攻佔的命運，但當中有不少積極進取的團員，在香港淪陷後轉到中國或加入香港志願連前往英屬緬甸等地繼續與日軍戰鬥。雖然華人軍團在1941年12月26日已隨香港淪陷而沒有實際運作，但是其編制至1946年才由香港重光後的港府正式撤銷。不過在二戰結束不久，香港因應亞洲時局再度招募華人居民參軍，在1948年成立「香港華人訓練分隊」，即後來的香港軍事服務團。

## 外部連結
- 维基共享资源上的相關多媒體資源：香港華人軍團
- Roses in December, David Stanford
- Hong Kong War Diary （页面存档备份，存于）